# Silla

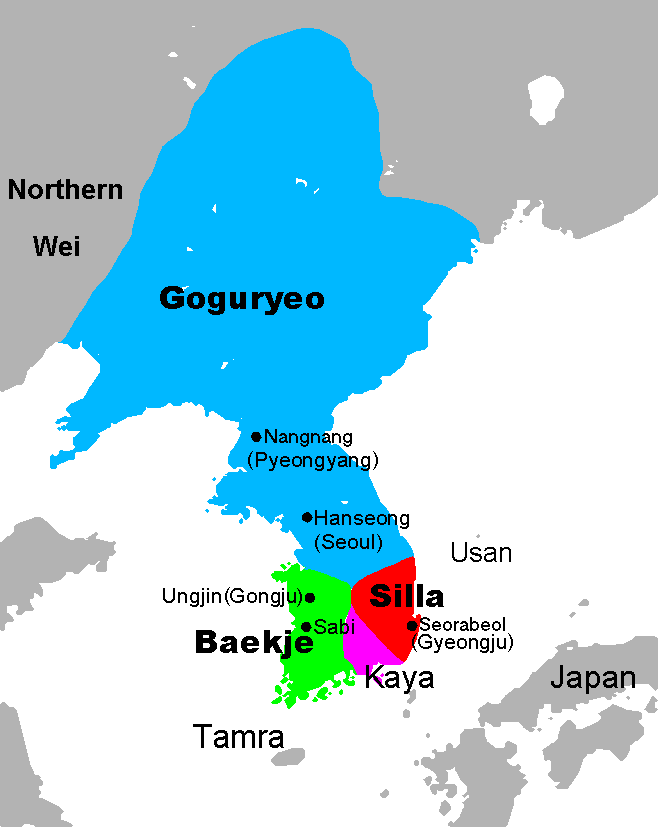
Reiche auf der Koreanischen Halbinsel Ende des 5. Jahrhunderts

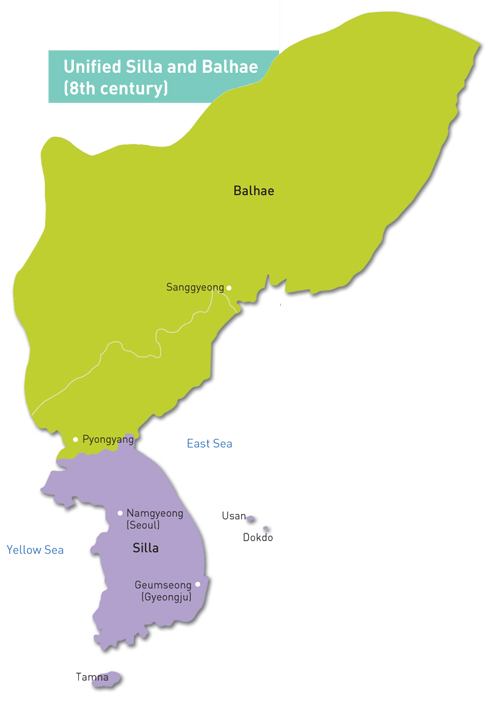
Vereinigtes Silla im 8. Jahrhundert

Silla ist das älteste der Drei Reiche von Korea, das zwischen 57 v. Chr. bis 935 bestand. Die Geschichte des Reichs ist jedoch in zwei Perioden zu unterscheiden. In der ersten Periode (57 v. Chr. – 654) entwickelte sich ein Stamm im Südosten auf der Koreanischen Halbinsel zu einem Reich. In der zweiten Periode (645–935) herrschte das Reich nach der Eroberung von zwei anderen konkurrierenden Staaten, Baekje und Goguryeo sowie von Gaya über die gesamte südliche Koreanische Halbinsel. Um die beiden Perioden des Reichs zu unterscheiden, wird heute der Begriff Tong-il Silla (kor. 통일 신라) und auf Deutsch Vereinigtes Silla, für das späte Reich verwendet. Silla erlebte während der zweiten Periode seine Blütezeit. 935 wurde Silla durch das damals neu entstandene Goryeo abgelöst.

## Name
Silla wurde ursprünglich Seora [sʰʌ̹ɾa̠] genannt, wird aber auch als Seona, Seoya und Saro erwähnt. Im Jahr 504 standardisierte Jijeung von Silla die verschiedenen Namen zu Silla (Hanja: 新羅; Hangeul: 신라; wortwörtlich: 'Shinra'), das im modernen Koreanisch als 'Schilla' ausgesprochen wird.
Der Name der Stadt Seoul ist verwandt mit Seorabeol, da beide wörtlich "Hauptstadt" bedeuten. Seoul ist eine abgekürzte Variante von Seorabeol und entwickelte sich über das altkoreanische Syeorabeol zum mittelkoreanischen 셔〯ᄫᅳᆯ Syeoul und schließlich zum modernen Seoul.

## Geschichte

### Gründungszeit
Der überlieferten Geschichtsschreibung zufolge gründete Hyeokgeose 57 v. Chr. Silla. Für das 2. Jahrhundert ist eine Art Bündnis im Südosten Koreas gesichert, das anfangs aus sechs Dörfern bestanden haben soll. In seiner Frühzeit hatte Silla möglicherweise eine ähnliche Staatsform wie sein südwestlicher Nachbar Gaya. Durch die Einführung der erblichen Monarchie während der Regierung des Königs Naemul (356–402 n. Chr.) und die Eroberung Gayas im 6. Jahrhundert:S. 179–200 wurde Silla zu einem Reich im eigentlichen Sinne.
Der berühmte Mönch Weon Gwang fasste buddhistische und konfuzianistische Tugenden zu einem Leitfaden für die Erziehung der Jugend zusammen.

### Eroberung Koreas
Seit Goguryeos Eroberung eines chinesischen Pufferstaats 313 stand es im Gegensatz zu den Koreanern im Süden, also auch dem im Südosten liegenden Silla.
Aus Freiwilligen wurde das Elitekorps der Hwarang gebildet, die sowohl militärisch als auch kulturell und ethisch geschult wurden. Sie waren die Speerspitze Sillas bei der Einigung Koreas. Unter König Jinheung (540–576) war eine schlagkräftige Armee aufgebaut worden, und Silla wartete auf die Gelegenheit, seine Rivalen zu unterwerfen.
Goguryeo hatte jahrelang Krieg gegen die Chinesen geführt, die unter der Sui- und Tang-Dynastie zu Gegenschlägen ausholten. Baekje und Goguryeo hatten sich 641 gegen Silla verbündet, das daraufhin um Hilfe von Tang-China nachsuchte, welches 658-59 Truppen sandte, nachdem bereits drei Invasionen 644, 645 und 655 erfolglos gewesen waren.
Den Verbündeten Tang-China und Silla gelang es nicht, Goguryeo zu erobern. Jedoch konnten sie 660 Baekje besetzen. Dort brach 661 ein Aufstand aus, der 662 von einem japanischen Heer, unter dem Kommando von Abe no Hirafu (japanisch 阿部比羅夫) unterstützt wurde. Tang und Silla konnten jedoch im darauf folgenden Jahr 663 in der Schlacht von Baekgang, dem heutigen Geumgang, das Baekje-Japanische Heer vernichten. Das Königreich Goguryeo wurde 668 erstmalig erfolgreich von Tang-China besiegt und mit Silla aufgeteilt. Kurz darauf brachen Kämpfe zwischen den ehemaligen Verbündeten aus und die Tang, wurden in einer Reihe von Schlachten am Taedong-Fluss von Silla und Resten von Goguryeo und Baekje Streitkräften geschlagen. Ab 671 bekämpfte Silla die vormals verbündeten chinesischen Truppen, die auf koreanischem Gebiet standen, und warf sie Stück für Stück zurück, bis 735 die letzten vertrieben waren.
Wegen Ausbruch des Konfliktes mit Tibet zog China seine Truppen 676 zurück, woraufhin ein vereinigtes Silla-Königreich den Großteil der Halbinsel eroberte.
Unter König Munmu (reg. 661–681) und dem in Silla berühmten General Kim Yu-sin war damit der Großteil des heutigen Korea – bis auf kleinere Gebiete im Norden, welche zum mandschurischen Balhae gehörten – zum ersten Mal vereinigt. Silla erstrebte keine Gebietsgewinne in der Mandschurei. 

### Vereinigtes Silla

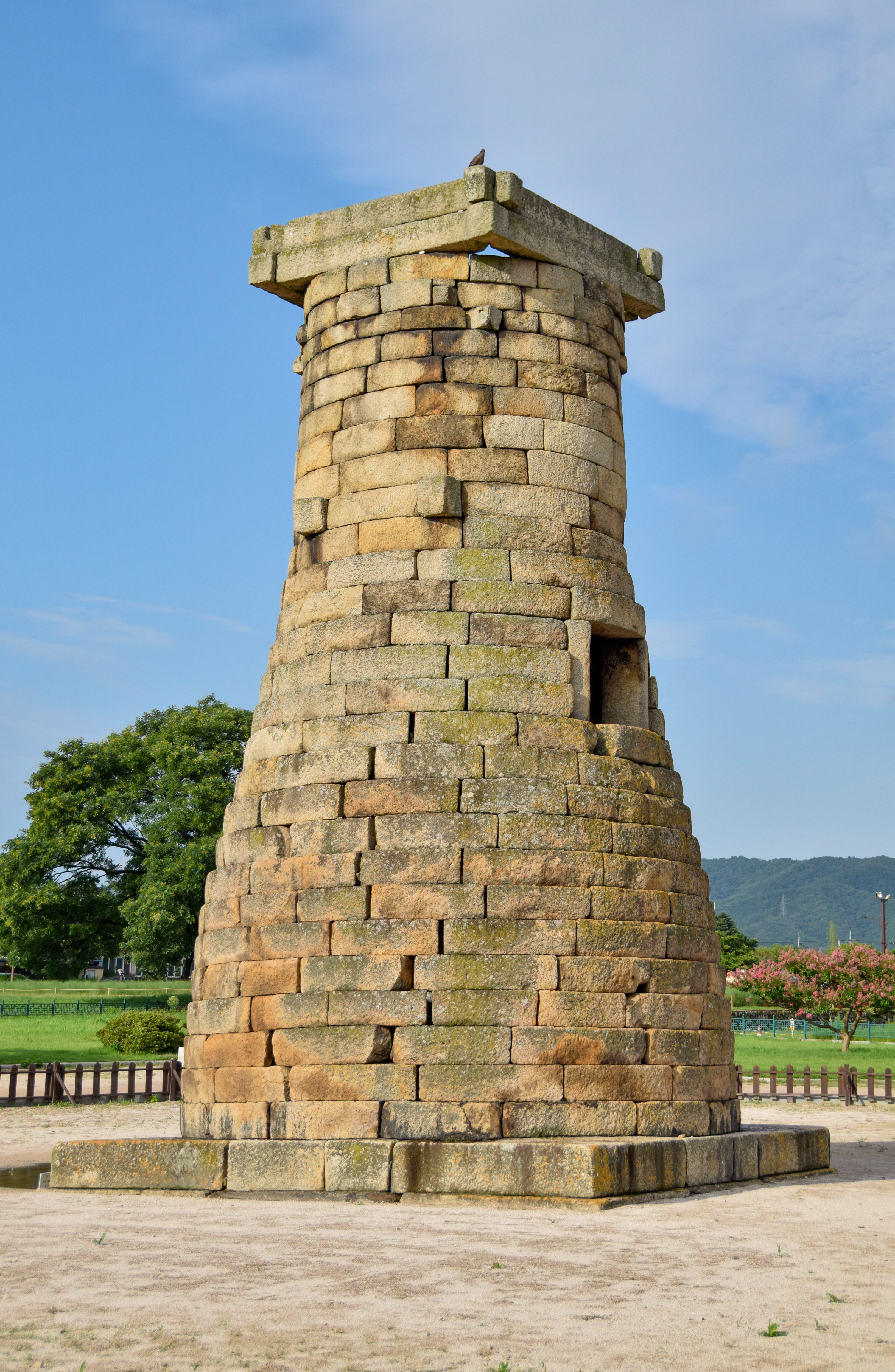
Cheomseongdae Sternwarte

Die Kultur erreichte ihren Höhepunkt, die Silla-Hauptstadt, die an der Stelle der heutigen Stadt Gyeongju lag, war eine für ihren Reichtum berühmte Millionenstadt. Silla änderte in dieser Zeit die Herrschaftsstruktur und das politische System. Das stabilisierte sowohl die Regierung als auch die Gesellschaft. Als Folge der Vereinigung konnte König Muyeol (654–661) aufgrund einer ununterbrochenen Herrschaftsdynastie die Machtposition des Monarchen stärken. Gleichzeitig wurde aber die politische Rolle der Aristokratie geschwächt.
Von da an wurden die Machtbefugnisse der Shichung, die als Exekutive diente und sowohl Anordnungen des Königs als auch Gesetze ausführen musste, größer, als davor die der vom Adel beherrschten Sangdaedung. Im Zuge einer Reihe sozialer Entwicklungen wurden viele Behörden und Gukhak-Schulen als Lehranstalten für den Konfuzianismus eingerichtet. Der Buddhismus wurde weiterentwickelt und im ganzen Volk verbreitet. Davon zeugt die Entstehung von vielen Schulen, aber auch der fünf Gyo-Sekten und der neun Zen-Sekten (Ogyo Gusan).
Umorganisiert wurden auch kommunale Verwaltungssysteme. Während der Herrschaft von König Sinmun (681–691) wurden neun Provinzen und fünf Städte gebildet. Damit wurde das Land in neun Provinzen aufgeteilt. In jeder der Provinzen entstanden Landkreise (Gun und Hyeon). In den zentralen Regionen dieser Gebiete wurden fünf Städte mit Bürgermeistern an der Spitze der Verwaltung gegründet. Dahinter stand die Überlegung, sie zu Zentren der örtlichen Regierung zu machen und kulturell auszubauen.
Silla nahm auch eine Umstrukturierung des Militärs mit der Absicht vor, die Streitkräfte zu stärken. In den zentralen Hauptquartieren wurden neun Seodangs eingesetzt. In Ortsregionen waren zehn Cheongs für die wichtigsten Gebiete der neun Provinzen verantwortlich.

### Das Ende des Silla-Reichs
892 proklamierte der Bauern-Rebell Kyonwhon den Staat Hu-Baekje (spätes Baekje). Im Nordosten hatte währenddessen der Bandit Yanggil eine unabhängige Zone geschaffen. Sein Mitstreiter war zunächst der ehemalige Mönch Kung-Ye. Kung-Ye übernahm in diesem Gebiet schließlich die Herrschaft und nannte sich ab 901 König des „späteren Goguryeo“. Wanggeon (877–943), einer von Kung-Yes Gefolgsleuten, wurde dabei immer bedeutender, unter anderem weil er eine eigene Flotte für dieses Reich aufbaute. Er stürzte 918 Kung-Ye und nannte das nördliche Teilreich Goryeo. Er verlegte die Hauptstadt nach Kaesŏng, das sich heute im äußersten Süden Nordkoreas befindet (also im Silla-Reich relativ nördlich liegt).
927 wurde der Silla-Rumpfstaat von Kyonwhon von Spät-Baekje angegriffen und besiegt. Er tötete den König und setzte den Marionettenkönig Gyeogsun ein.
Dieser wandte sich einige Jahre später, 935, mit der Bitte um Hilfe an Wanggeon, welcher Shin-geom, den Sohn des Kyonwhon 936 schlug und die Reichsteile wieder vereinte. Hauptstadt für das ganze Reich war jetzt aber das zentral gelegene Kaesŏng.
Laut historischen Chroniken kam es im späten 9. und frühen 10. Jahrhundert verstärkt zu Naturkatastrophen, unter anderem auch der Ausbruch des Vulkans Baekdu-san im Jahr 946, der Stärke 7 auf der VEI-Skala.

## Politisches System
Im monarchischen Silla herrschten die Könige mit absoluter Macht, die Befugnisse des aus Aristokraten bestandenen Rates („Hwabaek“) waren gering.

## Wirtschaft und Gesellschaft

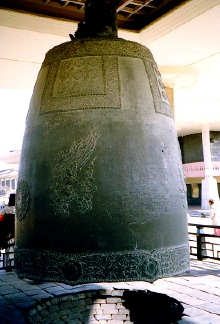
Seongdeoks Glocke

Im Vereinigten Silla erlebte das von den Aristokraten beherrschte Wirtschaftsleben einen sichtbaren Aufschwung. Die Aristokraten hatten Anspruch auf Land und besaßen daher oft große Ländereien. Zu ihrem Landbesitz gehörten große Weideflächen in Bergtälern und auch auf Inseln. Ferner besaßen die Aristokraten zahlreiche Leibeigene. Durch Wucherpraxis kam diese Oberklasse zu großem Reichtum.
Die reichen Aristokraten lebten in Luxushäusern. Ihr sichtbarer Wohlstand ermöglichte ihnen ein extravagantes, dem Müßiggang und Vergnügen gewidmetes Leben. Die Folge dieses ausschweifenden Lebenswandels war ein allgemeiner geistiger und moralischer Verfall des davor von einem starken Nationalgeist erfüllten Silla-Volkes.
Im krassen Gegensatz zu den Ausschweifungen des Adels stand das harte Leben der entweder beim Staat oder den Aristokraten hoch verschuldeten Bauern. Diese ausgebeuteten und unterdrückten Menschen lebten entweder in Dörfern oder in besonderen Verwaltungsbezirken, die Hyang, So oder Bugok hießen.
In der Region war Silla das einzige Land das mehrere weibliche Königinnen hatte, unter anderem auch zwei in Folge. Frauen hatten eine relativ gleiche Stellung in der Gesellschaft und die Schwester des Königs diente meist als das religiöse Oberhaupt der schamanistischen Silla-Staatsreligion.
Die gesellschaftliche Stellung wurde durch Geburt und eine unveränderliche Hierarchie definiert und es war praktisch unmöglich aufzusteigen. Die Heirat zwischen den vielzähligen Schichten war verboten und strengst überwacht.
Mit dem Tod von Königin Jindeok (reg. 647–654) starb die königliche Linie und zugleich auch die oberste Adelsschicht aus. Die Thronfolge wurde einem entfernten Verwandten und den Mitgliedern der ehemaligen zweitrangigen  (dennoch elitären) Adelsschicht hinterlassen. Diese starb gegen Ende des Silla-Reiches ebenfalls aus.
Die Regierung ließ alle drei Jahre die Fläche aller nutzbaren Landwirtschaftsgebiete, die Bevölkerungszahl, die Stückzahl des Viehs und sogar die Zahl der Bäume erfassen. Auf dieser Grundlage wurde dann der Umfang des gesamten Produktionspotenzials und die Zahl der verfügbaren Arbeitskräfte ermittelt.

## Kultur

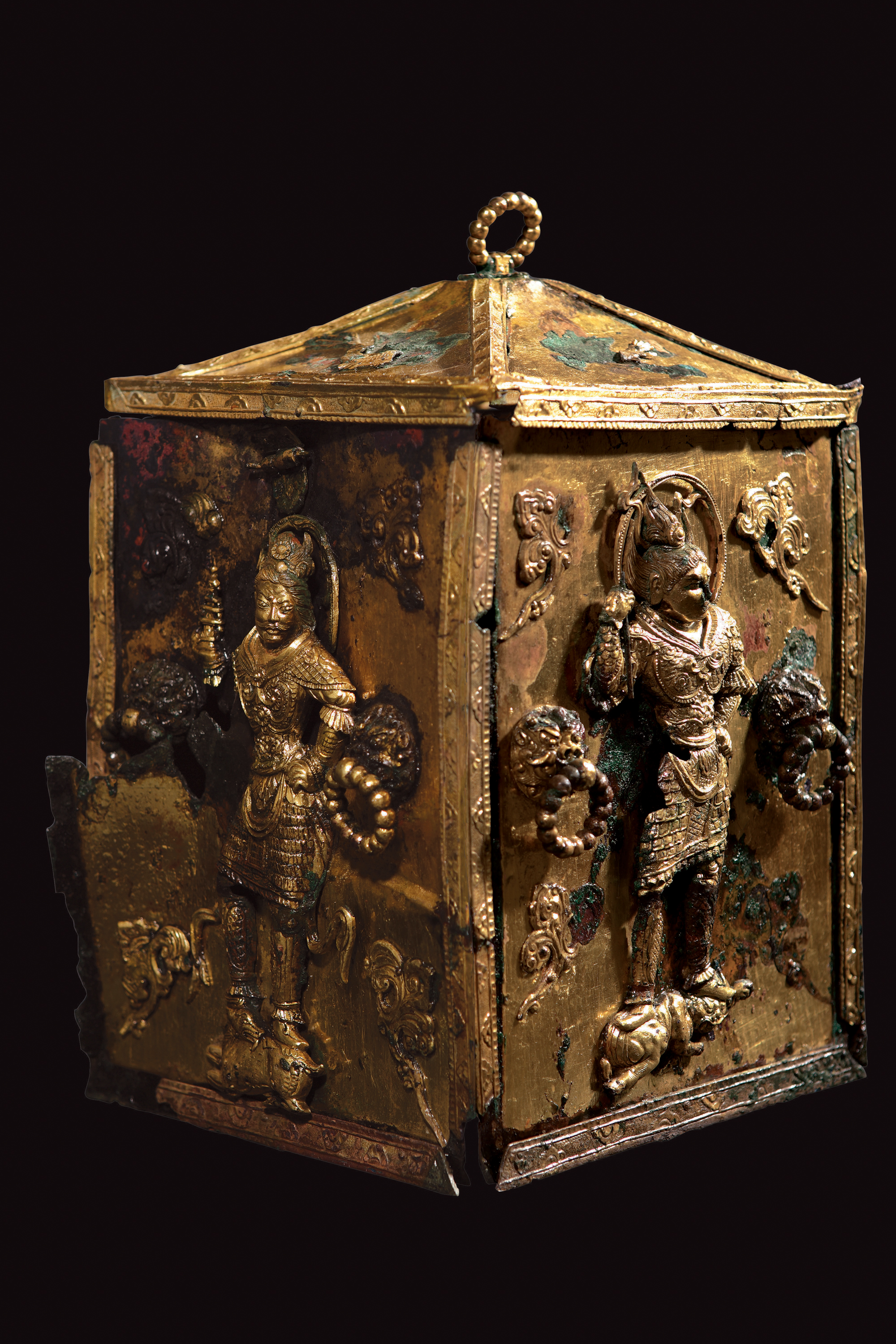
Reliquienschrein aus Silla

Silla war das letzte der Drei Reiche, das den Buddhismus 528 zur Staatsreligion machte, und das einzige, das seine Geschichte in einer amtlichen Chronik dokumentierte. Dort erlebte die neue Religion ihre größte Blüte und erstreckte ihren Einfluss auf alle Lebensbereiche. Ihren architektonischen und künstlerischen Ausdruck fand sie in großartigen Tempelbauten wie Hwangyongsa, Bulguksa und der Tempelgrotte von Seokguram. Im Jahr 645 war die 70 m hohe Pagode des Hwangyongsa fertig, sie bestand bis zum Mongolensturm im 13. Jahrhundert. Die ersten Pagoden wurden als Holzkonstruktionen ausgeführt, später wurden sie dann als Steinbauten errichtet.
Die Hauptstadt von Silla war Gyeongju, das im 10. Jahrhundert als Millionenstadt eine der großen Metropolen Asiens war. Die Grabhügel (Tumuli) der Silla-Dynastie sind noch heute im Stadtzentrum in Daereungwon zu finden. Die Gräber bestanden aus einer steinernen Kammer, welche dann unter einem Erdhügel vergraben wurde.
Die Grabhügel sind unterschiedlich groß, die größten erheben sich noch heute auf eine Höhe von 12 Metern und weisen einen Durchmesser von 47 Metern auf. Nur ein Teil der Gräber konnte exakt bestimmten Herrschern zugeordnet werden. Einige wurden geöffnet und sie enthielten erstaunliche Schätze, wobei die Goldkronen, der Goldschmuck und die prachtvollen Pferdegeschirre hervorragen; sie zählen zu den besten Goldschmiedearbeiten die je geschaffen wurden. Die meisten Stücke sind im Nationalmuseum in Seoul zu bewundern. Eines der Gräber ist zugänglich. Rund um Gyeongju sind zahlreiche Kulturzeugnisse aus der Silla-Zeit zu finden.
Von der kulturellen Blüte des Buddhismus legen überall Gravuren Zeugnis ab, die von Mönchen in den Fels gearbeitet wurden. Besonders zahlreich sind sie auf dem Namsan vorhanden und künden noch nach Jahrhunderten von der Frömmigkeit ihrer Schöpfer.
Daneben wurden prachtvolle Bronzen gegossen und Korea war für seine Meisterschaft im Gießen großer Stücke berühmt. Fast alle Zeugnisse dieser Handwerkskunst sind während des Imjin-Kriegs von 1592 zerstört worden. Eines der wenigen Überbleibsel, die Bronzeglocke von König Seongdeak dem Großen ist heute ein Anziehungspunkt für Touristen. Die Glocke produziert einen einzigartigen Klang, zu welchem es eine Legende gibt. Die Cheomseongdae-Sternwarte nahe Gyeongju ist die älteste in Ostasien. Sie war möglicherweise aus 365 Steinblöcken konstruiert, symbolisch für die 365 Tage des Jahres.

## Soziale Veränderungen am Ende der Silla-Zeit

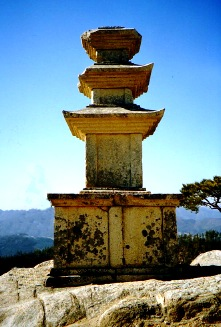
Pagode auf dem Namsan

Silla erlebte nach der Vereinigung etwa 100 Jahre lang Wohlstand. Aber in der zweiten Hälfte des 8. Jahrhunderts entstanden zahlreiche Probleme. König Muyeols dynastische Linie wurde mit König Hyegong (765–780) als dem letzten Sohn dieses Königshauses unterbrochen. Die Chingol-Aristokraten stritten sich um die Krone.
Als Folge herrschte in der Spätzeit Sillas ein derartiges Chaos, das sich in einer Zeitspanne von 150 Jahren 20 Könige ablösten. Auf dem Land brachen im Jahre 822 von Gim Heon-chang angeführte Aufstände aus. Sie schwächten die Macht der Zentralregierung. Als sich die Regierung und Gesellschaft wegen des Streits unter den Chingol-Aristokraten um die Krone mit politischen Unsicherheiten konfrontiert sahen, stärkte diese Lage die Position von Landesfürsten und der Seekapitäne.
Ein gutes Beispiel ist der Silla-General Jang Bo-go, der die Macht über den Seehandel im Ostchinesischem Meer und im Gelben Meer zwischen China und der Koreanischen Halbinsel errang. Als es ihm auch noch glückte den Seehandel zwischen Tang und Japan zu monopolisieren, wurde er ungekrönter Herrscher der Meere.
Die traditionell in ihrem Gebiet verwurzelten lokalen Machthaber hatten stärkere Ambitionen, unabhängig zu werden. Sie nannten sich Herren von Städten und Generäle. Sie stellten sich an die Spitze derjenigen Kräfte, die bei der Aufweichung der königlichen Herrschaftsstruktur der Chingol-Regierung Sillas führende Rollen spielten.
Damals wurden verarmte Bauern entweder Leibeigene oder Diebe und Räuber. Während der Herrschaft von Königin Jinseong (887–897) brachen überall im Land Bauernaufstände aus. Silla wurde in einen Strudel von Bürgerkriegen gerissen und Klanchefs beherrschten immer größere Gebiete. König Gyeongsun (927–935), Sillas letzter Souverän, übertrug auf Wunsch des Volkes seine Souveränität auf Goryeo, was das Ende des Staates Silla bedeutete.
Die spätere Chronik Samguk Sagi von Kim Bu-sik stellt keine großen Unterschiede zwischen den Fähigkeiten der drei weiblichen und den männlichen Herrschern aufgrund ihres Geschlechts fest. Seondeok wird als weise und fähige Königin dargestellt, zusammen mit ihrer Nachfolgerin und Cousine Jindeok, während die letzten männlichen Herrscher Heondeok und Heongang meist als weniger fähig beschrieben wurden. Der Niedergang Sillas wird nicht allein Königin Jinseong zugeschrieben, sondern als Ergebnis einer Vielzahl von Faktoren betrachtet, die den gesellschaftlichen und politischen Abwärtstrend der damaligen Zeit widerspiegelten.